# Dick Lidman
Dick Lidman (* 24. Januar 1967 in Skellefteå) ist ein ehemaliger schwedischer Fußballspieler. Den Großteil seiner Karriere verbrachte der Stürmer bei AIK Stockholm, 1995 spielte er zweimal in der Schwedischen Nationalmannschaft.

## Vereinskarriere
Lidman begann mit dem Fußballspielen in seiner Heimatstadt bei Skellefteå AIK, wo er als 17-Jähriger in der 3. Liga debütierte. 1989 wurde der Stürmer von GIF Sundsvall verpflichtet, nach zwei Jahren wechselte er zu AIK Stockholm und wurde 1992 mit der Mannschaft schwedischer Meister. In der Saison 1994/95 traf AIK in der ersten Runde des UEFA-Pokals auf Slavia Prag, woraufhin Lidman 1995 in die tschechische Landeshauptstadt wechselte, während Martin Hyský im Tausch zu AIK ging. Mit Slavia wurde Lidman in der Saison 1995/96 tschechischer Meister, spielte aber nur dreimal, wobei er gleich bei seinem Debüt traf, es blieb allerdings das einzige Tor Lidmanns für Slavia. 1996 ging der Angreifer zurück nach Solna, nach der Spielzeit 1997 beendete er seine Karriere. Nach seiner aktiven Laufbahn arbeitete Lidman bis 2002 als Vize-Geschäftsführer bei AIK.

## Nationalmannschaft
Lidman absolvierte 1995 zwei Spiele für die Schwedische Nationalmannschaft.
Am 4. Juni 1995 debütierte er in Birmingham im Spiel gegen Brasilien, das mit 0:1 verloren ging. Vier Tage später spielte Lidman in Leeds gegen England, die Partie endete 3:3 unentschieden.

## Erfolge
- Schwedischer Meister 1992 mit AIK Stockholm
- Schwedischer Pokalsieger 1996 und 1997 mit AIK Stockholm
- Tschechischer Meister 1996 mit Slavia Prag